# 身元保証に関する法律
身元保証ニ関スル法律（みもとほしょうにかんするほうりつ、昭和8年4月1日法律第42号）は、雇用関係等において被用者の行為によって使用者が被った損害を保証する身元保証契約について、保証人の責任を限定することに関する法律である。略称は身元保証法。
なお、不動産賃貸等について、賃貸人の賃料不払いや各種の損害賠償に対する保証も「身元保証」という場合があるが、この保証契約には本法は適用されない。

## 構成
- 第1条
  1. 保証の範囲
    1. 「引受、保証其ノ他名称ノ如何ヲ問ハズ」。
      - 「引受」 – 被用者が病気になった場合の医療費の負担など。
      - 「保証」 – 被用者の業務上の過失等により生じた損害に対するもの。

    2. 「被用者ノ行為ニ因リ使用者ノ受ケタル損害」、即ち、被用者に帰責事由のある損害に限る。

  2. 期間の定めのない身元保証契約の有効期間は3年（「商工業見習者（新卒採用者など）」は5年）とする。
- 第2条　期間を定める場合であっても最長5年とし、更新は可能であるが、更新期間5年を超えることはできない。
自動更新の特約は無効とする判決例あり（札幌高裁昭和52年8月24日判決　拓友クラブ事件）。
- 第3条 使用者は、以下の事情が生じた時は、身元保証人に対し遅滞ない通知を要する。
  1. 被用者が、業務において不適任であるなどの状況があり、身元保証人の責任が生じるおそれがある場合。
  2. 被用者の任務・任地が変更になり、身元保証人の責任が加重されたり、身元保証人による監督が困難となる場合。
- 第4条　身元保証人は第3条の通知を受けた時、又は、自ら知った時、身元保証契約を将来に向け解除できる（すでに発生した損害については保証評価の対象となる）。
- 第5条　裁判所が身元保証人の損害賠償の責任及び金額を定めるのに、以下の事項の他一切の事情を斟酌する。
  - 被用者の監督について、使用者に過失がなかったか。
  - 身元保証人が身元保証をするに至った理由及びこれをするにあたって用いた注意の程度。
  - 被用者の任務又は身上の変化。
- 第6条　本法の規定に反するもので、身元保証人に不利なものは無効とする。
- 附則 施行日

## 法成立の背景と現況
身元保証については、保証の対象が限定されていなかったため、保証人の想定を超え莫大になる危険性があり、期間の定めもなく、しかも、親族・後輩・教え子などに頼まれてやむを得ず保証人になった後に大きな負担を負って困窮することが少なくなく社会問題となっていた。これを救済すべく、判例は、合理的解釈（使用者の監督責任など）を行ってきたが、昭和8年（1933年）これらを取り入れ本法が成立した。
従来は、保証の範囲に制限がなかったが、2017年（平成29年）の民法改正により、身元保証も個人根保証契約の範疇に入ることとなったため、極度額を定め、かつ書面等で交わされることが必須となった。